# Cmentarz Ofiar II Wojny Światowej w Wawrze
Cmentarz Ofiar II Wojny Światowej w Wawrze – cmentarz znajdujący się przy ul. Kościuszkowców w warszawskiej dzielnicy Wawer, na terenie rezerwatu im. Króla Jana Sobieskiego.

## Opis
Nekropolia została założona po zakończeniu kampanii wrześniowej jako cmentarz wojenny dla żołnierzy poległych w okolicy. Inicjatorem jego powstania był zarząd ówczesnej gminy Wawer z wójtem Stanisławem Krupką. Dzięki jego staraniom cmentarz zaprojektowany przez Józefa Tarnasa i Aleksandra Zdanowicza został otwarty 12 listopada 1939. Pierwszym pochowanym był wilnianin Kazimierz Grauzynius poległy 19 września 1939. W kolejnych dniach po otwarciu cmentarza przeprowadzano kolejne ekshumacje i pochówki.
Dokonana przez Niemców w grudniu 1939 zbrodnia w Wawrze zmieniła charakter cmentarza, gdyż to na nim, po ekshumacji z masowego grobu w czerwcu 1940, pochowano 76 ze 107 ofiar masakry. Kolejne pochówki ofiar niemieckich zbrodni miały miejsce po egzekucjach w dniu 2 kwietnia 1940 i 2 kwietnia 1942, kiedy to zginęło odpowiednio 5 i 12 osób. Na cmentarzu pochowano też żołnierzy polskich z 1 Armii Wojska Polskiego i żołnierzy radzieckich poległych w walkach o Pragę.
Podczas walk w 1944 cmentarz został uszkodzony, lecz szkody usunięto do 1964, kiedy to też go na nowo ogrodzono. W ramach prac porządkowych wzniesiono nowe betonowe krzyże, odnowiono zieleń i zastąpiono dotychczasowy pomnik − drewniany krzyż − rzeźbą autorstwa Stanisława Zielińskiego.